# Cyklin

Schéma buněčného cyklu s vyznačením aktivity jednotlivých cyklin/CDK komplexů v různých fázích

Cykliny jsou skupinou proteinů, které hrají významnou roli v regulaci buněčného cyklu. Představují regulační podjednotky cyklin-dependentních kináz, enzymů zodpovědných za spouštění procesů probíhajících v jednotlivých fázích cyklu, jako například replikace DNA v S fázi, kondenzace chromozomů v profázi mitózy, rozpuštění jaderné membrány v prometafázi nebo oddělení a rozchod chromatid v anafázi.

## Funkce
Název cykliny je založen na skutečnosti, že v průběhu buněčného cyklu dochází k cyklickým změnám jejich koncentrace v důsledku měnící se míry jejich exprese a degradace. S měnící se koncentrací cyklinů odpovídajícím způsobem roste nebo klesá aktivita příslušných kinázových podjednotek, které jsou proto nazývány cyklin-dependentními kinázami (CDK). Při nízké koncentraci cyklinů se většina CDK nachází ve volném stavu bez navázaného cyklinu a jsou víceméně neaktivní. Jakmile dojde k nárůstu koncentrace cyklinů, mohou se navázat na regulační místo CDK a způsobit tak konformační změnu v molekule enzymu. Tato konformační změna má za následek značný nárůst aktivity CDK (v důsledku např. zvýšení afinity enzymu k jeho substrátům). Aktivní CDK je nyní schopná fosforylovat mnoho dalších substrátů a tím ovlivňovat procesy v buňce probíhající: fosforylace jiného enzymu může vést k jeho aktivaci nebo inaktivaci, fosforylace strukturních proteinů například k jejich depolymeraci (lamin).

## Typy cyklinů
Vzhledem k tomu, že regulace buněčného cyklu je poměrně komplexní záležitostí, je výhodné mít v buňce k dispozici vícero různých typů cyklinů a CDK, z nichž každý komplex bude fosforylovat pouze konkrétní substráty a tak budou moci probíhat odlišné procesy v různých fázích cyklu v závislosti na tom, který cyklin se právě nachází v buňce v největším množství a která CDK jím je aktivována. Skutečně až na některé výjimky (tou je např. kvasinka Schizosaccharomyces pombe produkující pouze jediný typ cyklinu a CDK) nacházíme v eukaryotických buňkách několik typů cyklinů a CDK, a to zejména:
- Cykliny D, skupina proteinů, které v asociaci s CDK4 a CDK6 kontrolují průchod restrikčním bodem v pozdní G1 fázi
- Cykliny E zodpovědné zejména za přechod z G1 do S fáze
- Cykliny A, řídící průchod S fází
- Cykliny B, regulující zahájení mitózy a rozchod chromatid v anafázi